# Fédération afghane de rugby à XV
La Fédération afghane de rugby à XV (officiellement en arabe : فدراسیون رگبی افغانستان, en anglais : Afghanistan Rugby Federation) est l'instance qui régit l'organisation du rugby à XV en Afghanistan.

## Historique
L'Afghanistan National Rugby Federation est fondée le 15 décembre 2011 avec l'aval du ministère de l'Éducation physique et des Sports et du Comité national olympique d'Afghanistan ; ces deux entités assurent la présidence de la fédération pour les premières années.
Elle devient membre associé, en 2012, de l'Asian Rugby Football Union, organisme continental,. Elle est également membre du Comité national olympique d'Afghanistan. La fédération acquiert le statut de membre à part entière auprès de Asia Rugby le 8 juillet 2020.
La fédération reste opérationnelle malgré la prise du pouvoir par les talibans en août 2021, bien que la pratique féminine du rugby soit devenue interdite.

## Identité visuelle

Évolution du logo
Ancien logo abandonné en 2020.
Logo instauré en 2020.

## Présidents
Les personnes suivantes se succèdent au poste de président de la fédération :
- 2014 : Jawed Sharifi[1]
- depuis 2014 : Haris Rahmani[1],[7]